# Contea di Central Darling
La contea di Central Darling è una Local Government Area che si trova nel Nuovo Galles del Sud. Essa si estende su una superficie di 53.511 chilometri quadrati e ha una popolazione di 2.014 abitanti. La sede del consiglio si trova a Wilcannia.